# 오스트레일리아의 날

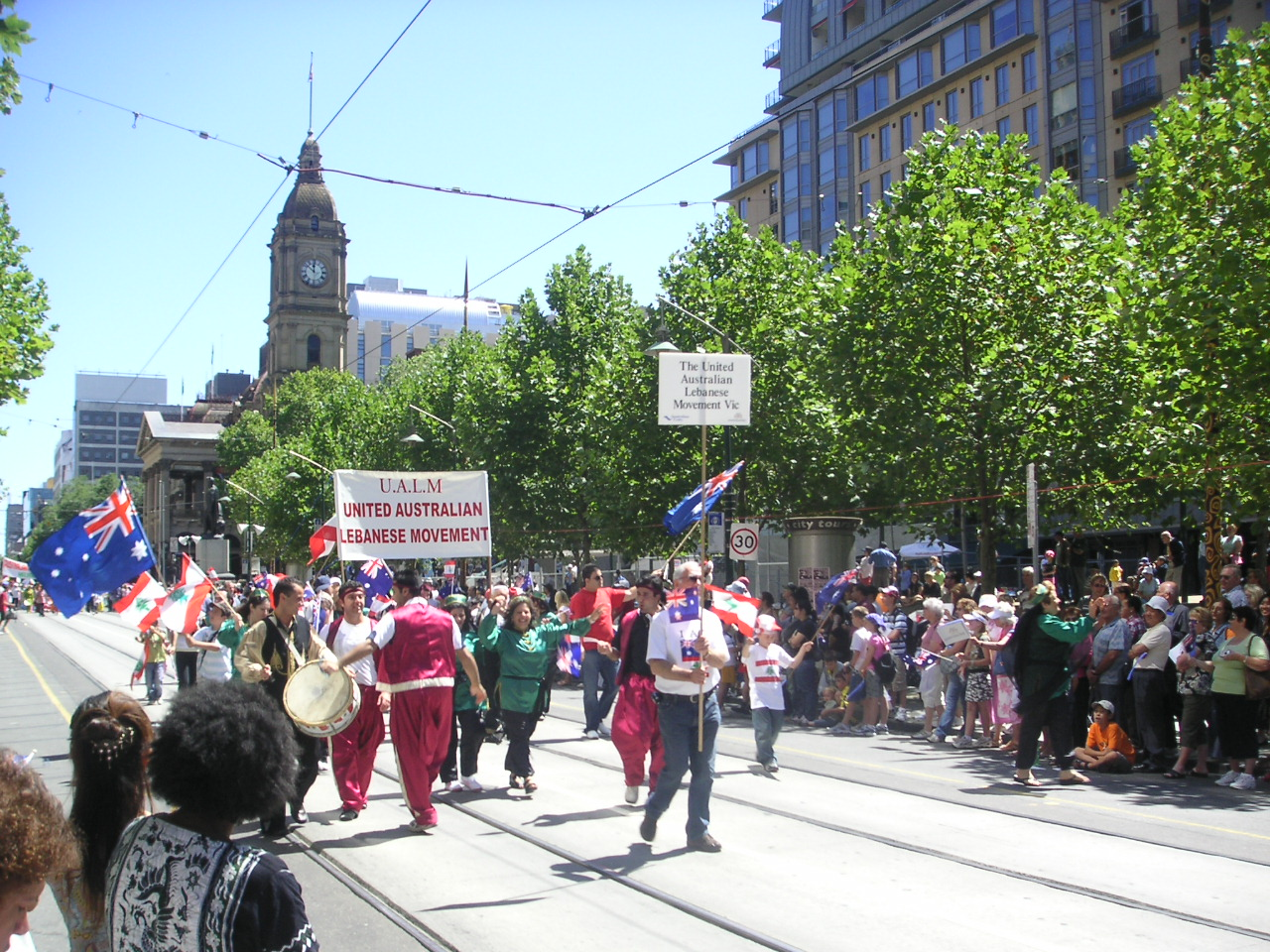
오스트레일리아의 날 행사 (멜버른)

오스트레일리아의 날(영어: Australia Day 오스트레일리아 데이[*])은 1788년 1월 26일 영국 제1함대 선원들과 영국계 이주민들이 오스트레일리아의 록스 지역에 최초로 상륙하여 오늘날의 시드니를 개척한 것을 기념하기 위한 날로 대한민국의 개천절과 같은 오스트레일리아 최대의 국경일 중 하루이다. 이 날을 기념하기 위하여 캔버라와 시드니, 멜버른, 브리즈번, 퍼스, 다윈 등 오스트레일리아의 주요 도시에서 각종 크고 작은 기념행사가 벌어진다.
오스트레일리아 원주민 관련 단체에서는 이 날을 백인들이 오스트레일리아를 침공한 날로 규정하고 있으며 "추모의 날"(Day of Mourning), "침략의 날"(Invasion Day), "생존의 날"(Survival Day)이라고 부르고 있다.